# Sissignore
Pour plus de détails, voir Fiche technique et Distribution.
Sissignore est une comédie italienne réalisée par Ugo Tognazzi et sortie en 1968.

## Synopsis
Oscar est un chauffeur qui, pour rester dans les bonnes grâces de son maître, un industriel de renom que tout le monde appelle « l'avocat », se rend responsable d'un grave accident de voiture, faisant 15 morts.
L'accident, en fait, a été causé par l'« l'avocat » qui conduisait imprudemment sa puissante voiture personnalisée, mais Oscar sera le bouc émissaire.
Après avoir passé trois ans dans une prison de luxe grâce aux attentions de « l'avocat », Oscar est libéré. Mais avant qu'il n'ait le temps de dire ouf, il est conduit manu militari à l'église pour épouser une belle jeune femme qu'il n'a jamais vue auparavant. La femme n'est autre que la maîtresse de « l'avocat ». Ce dernier est cependant jaloux et interdit à Oscar tout contact physique avec elle.
A partir de ce moment, Oscar se retrouve à remplacer officiellement son maître dans les affaires privées et publiques, mais sans pouvoir profiter des avantages de sa position.
Oscar est contraint de vivre une vie luxueuse sans argent et d'avoir une belle femme qu'il ne peut voir qu'en public, ce qui l'oblige à se limiter à l'aimer virtuellement. Dans son dos, « l'avocat » mène une série d'opérations économiques qui aboutissent au financement d'un projet de navire révolutionnaire, qui coule tragiquement au moment du lancement (mais, en prévision du désastre, « l'avocat » avait contracté une assurance lucrative).
Pour Oscar, qui tente en vain de se suicider, il ne reste plus qu'à retourner en prison, où il ne manque pas des attentions de « l'avocat », qui lui annonce par téléphone qu'il va bientôt devenir « père ».
Un Oscar ému félicite sa femme, lui confiant qu'il espère pouvoir un jour se payer un chauffeur de confiance.

## Fiche technique
- Titre original italien : Sissignore[1],[2]
- Réalisation : Ugo Tognazzi
- Scenario : Tonino Guerra, Franco Indovina, Luigi Malerba
- Photographie :	Giuseppe Ruzzolini
- Montage : Marcello Malvestito
- Musique : Berto Pisano
- Décors : Luciano Ricceri
- Costumes : Ezio Altieri
- Production : Mario Cecchi Gori
- Société de production : Fair Film S.p.A.
- Société de distribution : Euro International Films (Italie)
- Pays de production :  Italie
- Langue originale : Italien
- Format : Couleurs par Technicolor - 2,35:1 - Son mono - 35 mm
- Durée : 105 minutes
- Genre : Comédie
- Dates de sortie :
  - Italie : 14 novembre 1968

## Distribution
- Ugo Tognazzi : Oscar Pettini
- Maria Grazia Buccella : Maria Tommaso
- Gastone Moschin : l'avocat
- Franco Fabrizi : le majordome Ottavio
- Franco Giacobini : Facchetti
- Luca Sportelli : Huissier d'entreprise
- Donatella Della Nora : secrétaire d'Oscar Pettini